# Johann Conrad Hochstetter
Johann Conrad Hochstetter (* 1583 in Gerhausen (heute Stadtteil von Blaubeuren); † 10. Februar 1661 in Kirchheim/Teck) war ein lutherischer Theologe, Stadtpfarrer und Spezialsuperintendent.
Nach Erlangung des Magisters der Philosophie wurde Johann Conrad Hochstetter Präzeptor zu Maulbronn, danach Diakon in Brackenheim, ab 1617 in Stuttgart. Im Jahr 1626 wurde er Stadtpfarrer von Kirchheim/Teck und zum Spezialsuperintendent in Kirchheim/Teck und Nürtingen ernannt. 
Am 29. September 1612 heiratete Hochstetter in Blaubeuren Ursula Koch (* 1589 in Gerhausen), mit der er 11 Kinder hatte: Andreas (* 1615), Anna Maria (* 1617), Konrad (* 1619), Johann Konrad (* 1621), Johann Ulrich (* 1622), Christoph (* 1624), Johann Jacob (* 1626), Ursula (* 1627), Helena (* 1630), Helene (* 1631) und Anna Johanna (* 1632).
Nach dem Tod seiner ersten Frau verheiratete sich Hochstetter am 8. März 1636 in Kirchheim/Teck in zweiter Ehe mit Anna Regina Kieser (* 1615 in Blaubeuren, † 1678 in Kirchheim/Teck). Aus dieser Ehe gingen sechs weitere Kinder hervor: Johann Andreas (* 1637, † 1720), Johann Friedrich (* 1639), Anna Regina (* 1641), Anna Margaretha (* 1642), Johann Sigismund (* 1643) und Johann Ludwig (* 1648). 
Johann Conrad Hochstetter stand bei Herzog Eberhard III. in hohen Gnaden, sieben seiner Söhne erhielten ein herzogliches Stipendium und machten Karriere als Theologen und Pfarrer.